# Мустафа паша джамия
Мустафа паша джамия или Кале джамия (на македонска литературна норма: Мустафа-пашина џамија; на турски: Mustafa Paşa Camii) е мюсюлмански храм в Скопие, столицата на Северна Македония. Джамията е един от най-впечатляващите ислямски храмове на Балканите.

## Местоположение
Джамията се намира между Куршумли хан, църквата „Свети Спас“ и Калето. Джамията заема доминантно място в града и се вижда отвсякъде.

## История
На плоча над входната врата има надпис, който казва, че джамията е построена в 898 година от хиджра (= 1492 година от Христа) от скопския феодал Мустафа паша, син на Абдула, везир и видна фигура при султаните Баязид II (1481 – 1512) и Селим I (1512 – 1520), който изгражда със собствени средства джамията, месджит и имарет в двора.
Джамията е упомената и във вакъфнамето на Мустафа паша, легализирано в 920 година (= 1514 – 1515).
Османският пътешественик от XVII век Евлия Челеби отбелязва медресето и джамията на Мустафа паша в Скопие. Българският учител Васил Кънчов записва местно предание, според което джамията е изградена на мястото на християнска църква „Свети Спас“. В джамията английският археолог Артър Еванс намира езически жертвен камък от капище на Силван.

## Архитектура
В комплекса освен джамията влизат и Мустафа паша тюрбе, в което е погребан починалият през 1519 година Мустафа паша, саркофагът на дъщеря му Уми, шадраванът, както и остатъци от имарета и медресето. Първоначално в комплекса е имало и кервансарай.
Джамията е типичен представител на класическата османска архитектура. Има изчистени и правилни пропорции, голям купол, тънко минаре, трем на северната страна по цялата ширина на четири мраморни колони с три островърхи арки и покрит с три малки купола. В интериора доминира празното пространство, като архитектурната фрагментация е деликатно подчертана.
Изключително впечатляващ е монументалният мраморен портал на джамията, който има богато профилирана правоъгълна рамка, декорирана в горния край с венец от трилистници. Вратата има две дървени крила с декорация в нисък релеф. Крилата са разделени на три полета – в горното има релефни стихове от Корана, а другите са украсени с преплетени геометрични мотиви, прецизно изпълнени с техника кюндекари. Богатата сталактитна декорация в мрамор е особено впечатляваща под шерефето на минарето и при михраба, минбера и другите елементи в интериора, като геометричните и растителните мотиви са изпълнени изключително прецизно. В интериора има много красив резбован дървен махвил по цялата дължина на северозападната стена. Стенописите в интериора са предимно с растителни мотиви. В харима са калиграфски изписани и цитати от Корана, имената Али и Мохамед и имената на четирите праведни халифи. Декорацията на пандантивите е предимно от 1937 година. Има запазени следи от четири различни периода с руми мотиви.
Зидарията е в класическия декоративен клоазоне стил – редуване на тухли и камък. Минарето е от камък.